# Гаріб
Гарі́б — невеликий острів в Червоному морі в архіпелазі Дахлак, належить Еритреї, адміністративно відноситься до району Дахлак регіону Семіен-Кей-Бахрі.

## Географія
Розташований між островами Дан-Нафарік на північному заході та Дулакаль на південному сході. Має неправильну трикутну форму, на південному заході та сході в море витягуються піщані коси. Довжина острова майже 2 км, ширина 1 км. З усіх сторін острів облямований піщаними мілинами та кораловими рифами.